# Adalbert Sebastian
Adalbert Sebastian (* 22. Dezember 1919 in Graz; † 6. Mai 2004) war ein österreichischer Landespolitiker (SPÖ) in der Steiermark.
Sebastian wurde als Sohn des Zentralbetriebsratsobmanns und Vizebürgermeisters von Donawitz geboren. Er besuchte die Volks- und Hauptschule und war danach als Hüttenjunge bei der Alpine Donawitz tätig. Sebastian wurde als erster Jugendlicher Österreichs zum Vertrauensobmann gewählt und studierte in Abendkursen Maschinenbau. Er verließ aus politischen Gründen Leoben und war zwischen 1936 und 1938 illegal politisch aktiv. Infolge seines illegalen politischen Engagements wurde er von den Nationalsozialisten entlassen, 1940 erfolgte knapp vor der Matura die Einberufung zur Kriegsmarine. Sebastian wurde 1945 gefangen genommen und kehrte im Februar 1946 aus sowjetischer Kriegsgefangenschaft zurück.
Sebastian arbeitete nach dem Zweiten Weltkrieg wieder in der Hütte Donawitz und war gewerkschaftlich aktiv. Er arbeitete zwischen 1948 und 1949 als Mitarbeiter im Landesparteisekretariat in Graz und wurde im Frühjahr 1949 Bezirkssekretär der SPÖ Leoben. Zudem wurde Sebastian 1949 als jüngster Abgeordneter in den Landtag Steiermark gewählt. Sebastian wurde 1956 zudem stellvertretender Landesparteisekretär und stieg 1. Mai 1958 zum Landesparteisekretär auf. Am 15. Juni 1960 wechselte er in die Landesregierung und stand dem Ressort Kranken-, Heil- und Pflegeanstalten vor. Ab dem 28. September 1970 war Sebastian zudem Landeshauptmann-Stellvertreter, wobei er sein bisheriges Ressort weiterführte. Ab 1977 war er zudem Referent für die sozialistischen Gemeinden in der Steiermark. Am 4. Juli 1980 schied Sebastian aus der Landesregierung aus, am 4. April 1981 legte er die Funktion des SPÖ-Landesparteivorsitzenden nieder, die er seit 1970 innegehabt hatte. Sebastian war bis zu seinem Tod Ehrenvorsitzender der SPÖ Steiermark.

## Auszeichnungen (Auszug)
- Goldenes Ehrenzeichen für Verdienste um die Republik Österreich (1960)
- Großes Goldenes Ehrenzeichen für Verdienste um die Republik Österreich (1967)
- Großes Goldenes Ehrenzeichen mit Stern für Verdienste um die Republik Österreich (1976)
- Große Viktor-Adler-Plakette (1979)
- Ehrenring des Landes Steiermark (1981)
- Großes Goldenes Ehrenzeichen des Landes Steiermark mit dem Stern (1990)